# John Etheridge
John Etheridge (* 12. ledna 1948 Londýn) je britský kytarista. Na kytaru začal hrát ve svých třinácti letech pod vlivem Hanka Marvina. V letech 1972–1974 hrál s kapelou Darryl Way's Wolf a následně do roku 1978 se skupinou Soft Machine. Od roku 1999 je členem skupiny Zappatistas specializující-se na hudbu Franka Zappy a od roku 2004 hraje se skupinou Soft Machine.